# Frank Spieth

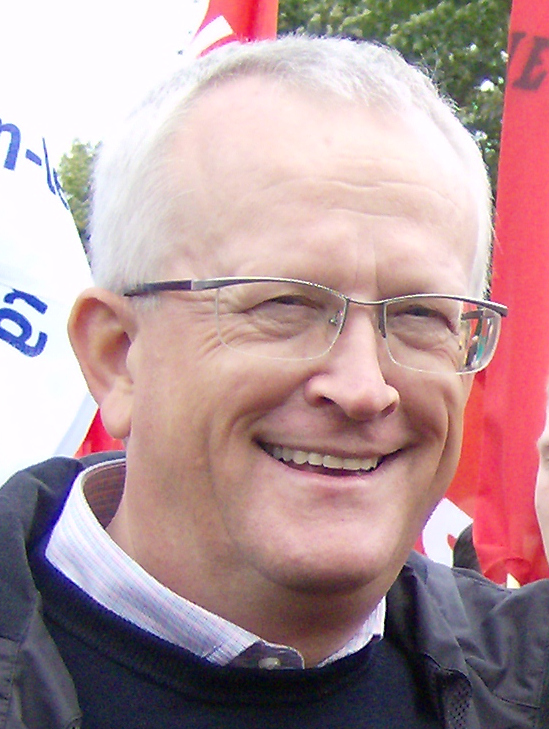
Frank Spieth, 2007

Frank Spieth (* 4. April 1947 in Wetzlar) ist ein deutscher Gewerkschafter und Politiker (Die Linke).

## Leben und Beruf
Frank Spieth wurde als Sohn eines Schneidermeisters im hessischen Wetzlar geboren und wuchs in einfachen Verhältnissen auf. In seiner Schulzeit war Spieth in der evangelischen Jugendarbeit, später bei den Jungsozialisten aktiv. Nachdem er in Wetzlar die Volksschule besucht hatte, gestaltete sich der Einstieg ins Berufsleben für Spieth anfangs schwierig, da er durch einen Sprengstoffunfall im Alter von vierzehn Jahren die rechte Hand verloren hatte. Er begann nicht sofort eine Lehre, sondern besuchte eine kaufmännische Handelsschule und begann schließlich sein Berufsleben zunächst als Laufbote bei Buderus in Wetzlar. Schließlich absolvierte Spieth dort von 1964 bis 1967 eine Ausbildung zum Technischen Zeichner. Während der Lehre stellte er seine Arbeit bei den Jungsozialisten zugunsten betrieblicher und gewerkschaftlicher Jugendarbeit zurück. Bis 1971 war er in seinem gelernten Beruf in Wetzlar tätig.

### Gewerkschaftsarbeit
Frank Spieth begann seine politische Arbeit als Gewerkschafter. Insgesamt kann Spieth auf eine 35-jährige hauptamtliche gewerkschaftliche Tätigkeit zurückblicken. Während seiner Ausbildung trat er in die IG Metall ein, begann, sich in der Gewerkschaft zu engagieren und war Jugendvertreter im Betrieb. Von 1971 bis 1972 wurde er im Kreis Gießen zum Gewerkschaftssekretär des DGB ausgebildet. Er arbeitete von 1972 bis 1975 als Organisationssekretär der DGB im Kreis Fulda. Ab 1975 war Spieth dann DGB-Kreisvorsitzender im Kreis Vogelsberg und übte diese Tätigkeit bis 1992 aus. Anschließend war er ab 1992 bis 2006 der DGB Landesvorsitzende in Thüringen.

### Vorstandstätigkeit
Als Gesundheitsexperte ist Frank Spieth seit 1974 in der Selbstverwaltung der gesetzlichen Krankenkassen eingebunden. Von 1994 bis 2007 war er Verwaltungsratsvorsitzender der AOK Thüringen und des Medizinischen Dienstes der Krankenversicherung in Thüringen.

### Vereins- und Gremientätigkeit
Während seiner Tätigkeit als DGB-Vorsitzender war Frank Spieth in zahlreichen Vereinen und Gremien tätig. Er war im Beirat der LEG Thüringen, im Rundfunkrat des Mitteldeutschen Rundfunks und im Beirat der Thüringer Aufbaubank (TAB). Spieth war Vorsitzender des Jugendfördervereins ran.e. V. und Vorsitzender der Struktur- und Arbeitnehmerberatungsagentur START.e. V.
Frank Spieth ist Mitglied und stellvertretender Vorsitzender der Naturfreunde. Außerdem ist er Mitglied des Vereins Mobiles Beratungsteam für Demokratie und gegen Rechtsextremismus in Thüringen e. V. (MoBiT), dessen Mitbegründer und Vorsitzender er war.

## Partei
1966 wurde Frank Spieth Mitglied der SPD. 1997 wirkte er bei der Ausarbeitung der Erfurter Erklärung mit und war einer ihrer Erstunterzeichner. Die Erfurter Erklärung war aus Sicht der Unterzeichner ein eindringliches Plädoyer für eine andere Politik und eine Initiative, die ihren Beitrag zur Wahl einer neuen Regierung leisten sollte.
2003, während der zweiten Amtszeit Gerhard Schröders, trat Frank Spieth nach 37-jähriger Mitgliedschaft aus der SPD aus. In seiner Austrittserklärung nannte Spieth die Politik der Agenda 2010 und den mit dieser Politik verbundenen Abbau des Sozialstaates als Gründe für den Austritt.
Er ist seit dem Parteitag in Thüringen im Juli 2007 Mitglied in der Partei Die Linke.

## Abgeordneter
Von 2005 bis 2009 war Frank Spieth Mitglied des Deutschen Bundestages. Hier war er gesundheitspolitischer Sprecher der Linksfraktion und deren Obmann im Ausschuss für Gesundheit.
Er zog über die offene Landesliste Thüringen der Linkspartei.PDS in den Bundestag ein. Sein Heimatwahlkreis war Erfurt – Weimar – Weimarer Land II. Dem 17. Deutschen Bundestag gehört er nicht mehr an.

### Bundespolitik
Auf gesundheitspolitischer Ebene setzt sich Frank Spieth für die Einführung einer sozialen und solidarischen Bürgerversicherung ein. Er fordert eine paritätische Finanzierung der Gesundheitskosten und ist gegen die zunehmende Privatisierung der Krankenversorgung und die Ausgliederung von Leistungen (Zusatzleistungen). Er fordert die Aufhebung der Beitragsbemessungsgrenze, die Reformierung des Honorarsystems in den Arztpraxen und tritt für humanere Arbeitszeiten von Klinikärzten ein. In sozialpolitischer Hinsicht arbeitet Frank Spieth für die Einführung eines flächendeckenden Mindestlohns und die sofortige Wiedereinsetzung der Vermögensteuer.